# Палаточный узел
Пала́точный у́зел (англ. Midshipman’s Hitch — «мичманский узел») в туризме — регулируемая петля для натяжения оттяжки палатки, тента. Является одной из крепчайших незатягивающихся петель, если узел тщательно завязан, то не самозатягивается под натяжением.
«Палаточный» узел завязывают в двух незначительно различных вариантах, один, собственно, — «палаточный» узел (Adjustable Hitch), другой — «мичманский» узел (Midshipman’s Hitch). «Мичманский» узел состоит из «тентового» узла Awning Knot с добавлением к нему узла «полуштык». «Мичманский» узел в морском деле («палаточный» узел в туризме) часто использовали на кораблях.
Крепёжный «палаточный» бытовой узел — родственен «морскому» узлу «задвижной штык», но «задвижной штык» завязывают концом одного (тонкого) троса на конце другого (толстого), а «палаточный» узел завязывают ходовым концом паракорда на коренном конце этой же верёвки. «Задвижной штык», который завязан на коренном конце, образуя петлю, становится «палаточным» узлом, так же «выбленочный» узел, который завязан на коренном конце, становится «штыком».
Палаточный узел является узлом и завязан вокруг своего же коренного конца верёвки. Отличают от задвижного штыка, который, хотя и имеет схожий рисунок, однако является штыком и завязан на опоре, а если снят с опоры, то теряет форму и распадается.

## Способ завязывания

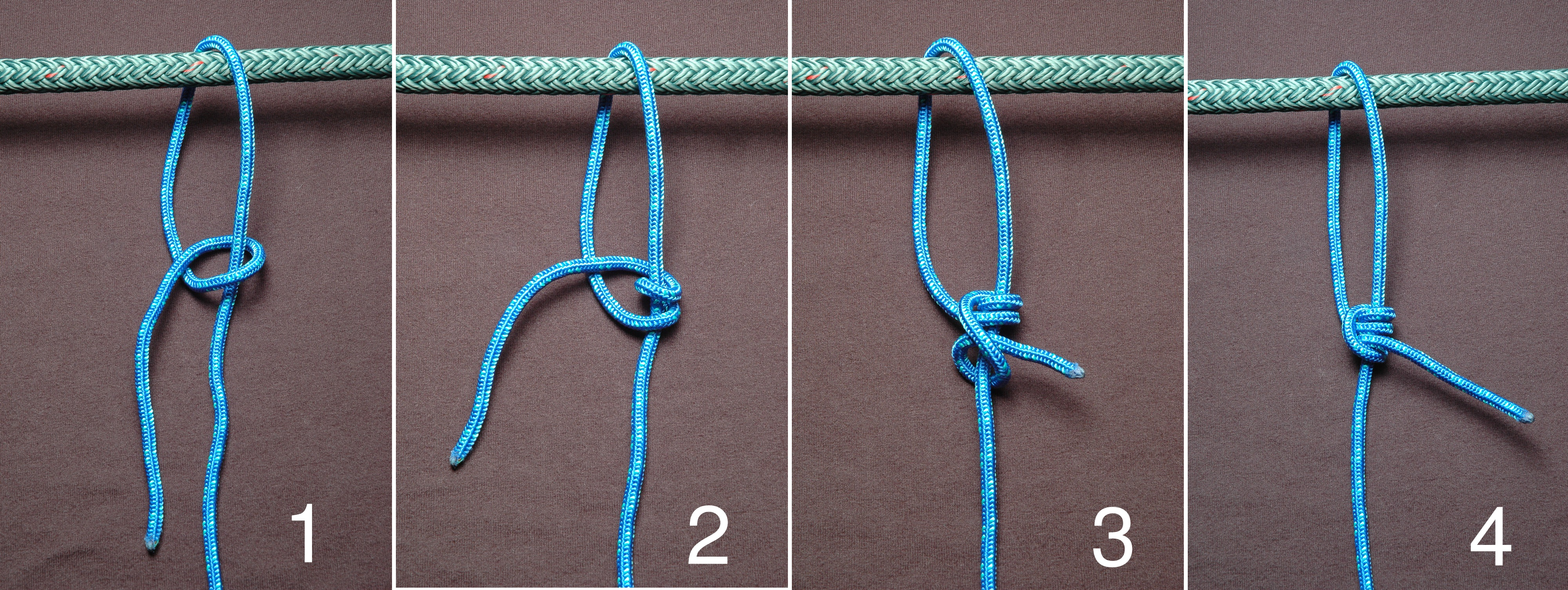
Способ завязывания туристического «палаточного» узла: 1. Сделать полуштык. 2. Сделать шлаг внутри петли вокруг коренного конца верёвки. 3. Сделать полуштык снаружи петли вокруг коренного конца верёвки. 4. Затянуть.

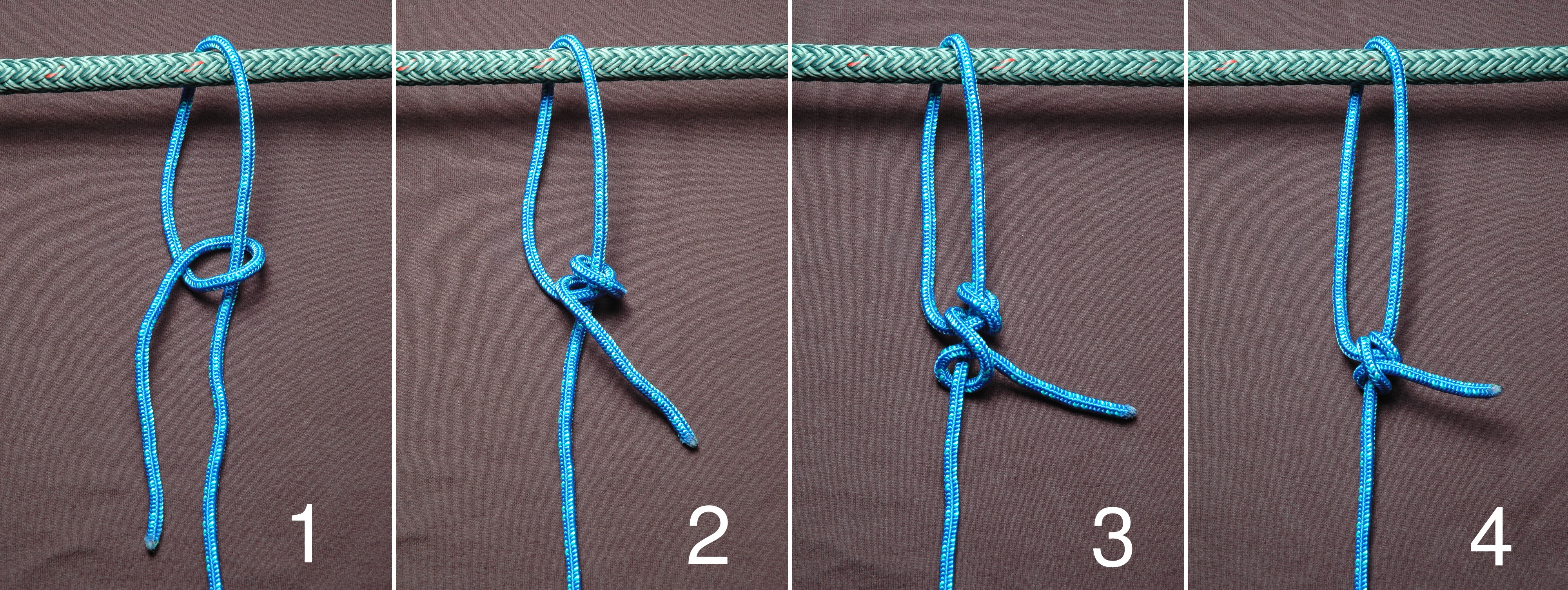
Способ завязывания морского «мичманского» узла: 1. Сделать полуштык. 2. Сделать шлаг, защемив полуштык. 3. Сделать полуштык снаружи петли вокруг коренного конца верёвки. 4. Затянуть.

## Признаки
Плюсы
- Узел прост
- Надёжен при постоянной умеренной тяге
- Легко развязывать

Минусы
- Узел ненадёжен при «переменных» нагрузках (рывках), затягивается и «закусывает»
- Необходима прихватка на ходовом конце троса после узла[19]
- Нужно тщательно завязывать узел, иначе узел сам затянет себя, наподобие удавки
- После перемещения узла по верёвке (и, соответственно, увеличения или уменьшения петли), узел — необходимо повторно обтянуть, иначе узел самозатягивается («ползёт»)

## Применение
Хотя «мичманский» узел был изобретён на флоте и часто использовали на кораблях, также нашёл широкое применение в спортивном туризме и получил название «палаточный» по способу применения.
В туризме
- Применяют для натяжения оттяжки палатки, тента

В морском деле
- Часто применяли на флоте

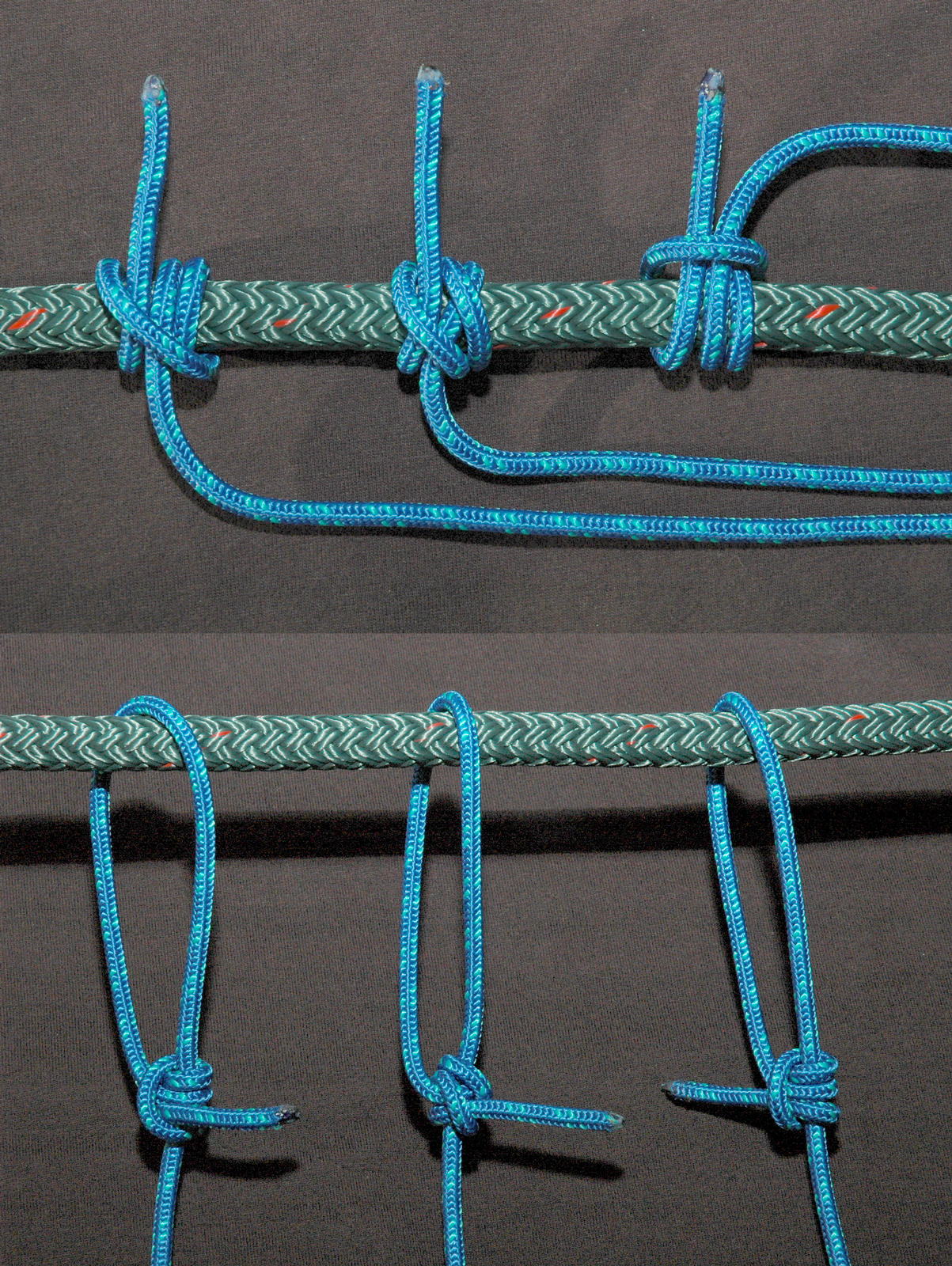
Сверху слева направо: «задвижной штык» (вариант 1), «задвижной штык» (вариант 2), Magnus Hitch. Снизу слева направо: «палаточный» узел, «мичманский» узел, «регулируемая петля»
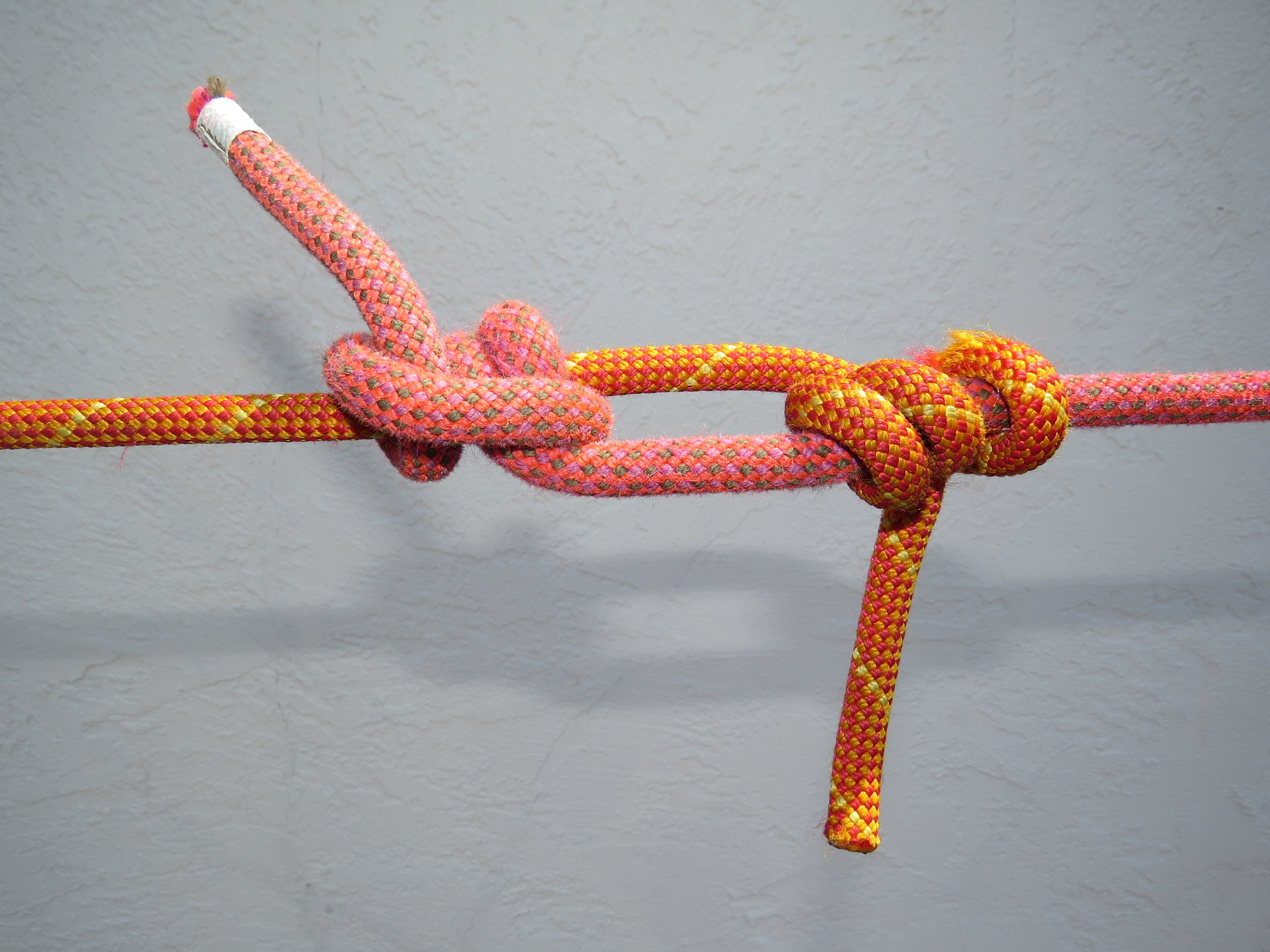
Регулируемый соединительный узел — соединяющий две верёвки узел — морской узел «задвижной штык», завязанный первым концом на втором и вторым на первом
один из вариантов завязывания морского узла «задвижной штык», на конце каната завязывают менее толстый трос